# 尼瓦里
尼瓦里（Niwari），是印度中央邦Tikamgarh县的一个城镇。总人口20711（2001年）。

## 人口
该地2001年总人口20711人，其中男性10927人，女性9784人；0—6岁人口1483人，其中男760人，女723人；识字率60.06%，其中男性为69.32%，女性为49.71%。